# Yecheon-eup
Yecheon-eup (koreanska: 예천읍) är en köping i  provinsen Norra Gyeongsang i den centrala delen av Sydkorea, 170 km sydost om huvudstaden Seoul. Den är administrativ huvudort i kommunen Yecheon-gun.